# Studia Rossica Gedanensia
Studia Rossica Gednanensia – interdyscyplinarne czasopismo naukowe gdańskich rusycystów wydawane przez Uniwersytet Gdański. Podejmuje zagadnienia związane z językiem, literaturą, kulturą i historią Rosji, a także komparatystyką i informatologią (bibliologią). Do druku przyjmowane są teksty w języku polskim, rosyjskim i angielskim. Ukazuje się od roku 2014.

## Powstanie Studia Rossica Gedanensia
Inicjatorką powstania czasopisma w 2013 r. była ówczesna dyrektor Instytutu Filologii Wschodniosłowiańskiej Uniwersytetu Gdańskiego prof. UG dr hab. Marcelina Grabska. Funkcję redaktora naczelnego od początku istnienia periodyku pełni prof. UG dr hab. Katarzyna Wojan, zastępcami są prof. UG dr hab. Zbigniew Kaźmierczyk oraz prof. UG dr hab. Żanna Sładkiewicz, sekretarzem – dr Ewa Konefał, redaktorem strony internetowej – Karolina Zuzanna Rudnicka.
Wydawcą jest Uniwersytet Gdański. W latach 2014–2015 periodyk był organem Instytutu Filologii Wschodniosłowiańskiej; od 2016 czasopismo wydawane jest jako czasopismo Wydziału Filologicznego. W latach 2019–2021 tomy zostały przygotowane we współpracy z Towarzystwem Literackim im. Adama Mickiewicza - Oddziałem Gdańskim.

## Tematyka czasopisma
Czasopismo zamieszcza studia i artykuły, opinie i polemiki, recenzje, bibliografie, sprawozdania w języku polskim, rosyjskim i angielskim z zakresu szeroko pojętej wiedzy o Rosji. Główne dziedziny zainteresowań to językoznawstwo, literaturoznawstwo, glottodydaktyka, wiele miejsca poświęca się również filozofii, historii idei, kulturoznawstwu, przekładoznawstwu, leksykografii, bibliografistyce, a także unikatowej dziedzinie filologii śledczej, w której dociekania prezentuje systematycznie b. prof. UWM dr hab. Grzegorz Ojcewicz. W czasopiśmie są prezentowane również przekłady naukowe niepublikowanych dotąd dzieł. Dotychczas na łamach ukazały się tłumaczenia fragmentu książki Nadieżdy D. Gorodeckiej Acceptance of Humiliation as a National Ideal (London 1938) (Н.Д. Городецкая, Принятие самоумаления как национальный идеал) w przekładzie Tatiany Sidorowej; fragmentu książki Michaiła Jampolskiego Ткач и визионер. Очерки истории репрезентации, или О материальном и идеальном в культуре (2007) w przekładzie Bogusława Żyłki (rozdział Portret i ikona); Przedmowa do znanej monografii Gustawa Szpeta Введение в этническую психологию (1927) w przekładzie Bogusława Żyłki.
W tomach 1-8 teksty opublikowało 166 autorów z 10 krajów świata: Polski, Rosji, Ukrainy, Białorusi, Kazachstanu, Bułgarii, Litwy, Chin, Japonii i USA.
W serii Biblioteka „Studia Rossica Gedanensia” ukazały się dwie książki:
- Zbigniew Żakiewicz, W czasie zatrzymane. Tom 1: Wybór szkiców literackich z lat 1977–2008. Zebrał Maciej Żakiewicz. Opracowała naukowo oraz wstępem opatrzyła Katarzyna Wojan, Biblioteka Studia Rossica Gedanensia, Wydawnictwo Uniwersytetu Gdańskiego, Gdańsk 2017, ss. 522, ISBN 978-83-7865-548-0[4][5][6].
- W czasie zatrzymane. Tom 2: Ze Zbigniewem Żakiewiczem – na Kresach i w bezkresie, red. Katarzyna Wojan, seria Biblioteka Studia Rossica Gedanensia, Wydawnictwo Uniwersytetu Gdańskiego, Gdańsk 2017, ss. 205, ISBN 978-83-7865-584-8[5][7][6].

## Wydarzenia związane z czasopismem
Promocja naukowa periodyku miała miejsce 11 czerwca 2019 w Instytucie Filozofii Narodowej Akademii Nauk Białorusi w Mińsku z udziałem autorów artykułów.
2 marca 2022 na facebookowym profilu czasopisma Redakcja zamieściła komunikat o jednoznacznym potępieniu zbrojnego ataku Rosji na Ukrainę oraz włączeniu się w ten konflikt Białorusi; zawiesiła także współpracę z naukowcami afiliowanymi przy rosyjskich i białoruskich uczelniach.

## Indeksowanie w bazach danych i polityka Open Access
Czasopismo jest notowane na listach: ERIH PLUS, NSD (Norwegian Centre for Research Data), EBSCO, ICI Journals master List. Jest indeksowane w bazach: CEJSH, Arianta, BazHum, PBN (Polska Bibliografia Naukowa), Google Scholar Citations, Scilit i in. Informacje na temat czasopisma można znaleźć także na platformach naukowych m.in. Most Wiedzy, w zagranicznych repozytoriach. m.in. eLibrary.ru i in.
Czasopismo dystrybuuje wiedzę na zasadzie wolnego, otwartego, trwałego i natychmiastowego dostępu do cyfrowych form zapisu danych i treści naukowych (Open Access). Działa na rzecz budowy nowego otwartego modelu komunikacji naukowej (Open Access Movement).
Wszystkie numery rocznika dostępne są w formacie pdf na stronie internetowej czasopisma.